# بن بله بن میلود
بن بله بن میلود (عربی: بن بلة بن ميلود؛ زادهٔ ۱ ژانویهٔ ۱۹۵۸) بازیکن فوتبال و فوتسال اهل الجزایر بود.
از باشگاه‌هایی که در آن بازی کرده‌است می‌توان به باشگاه فوتبال الفتح اشاره کرد.
وی همچنین در تیم ملی فوتبال الجزایر و تیم ملی فوتسال الجزایر بازی کرده‌است.